# Streptocephalus namibiensis
Streptocephalus namibiensis är en kräftdjursart som beskrevs av Hamer och Brendonck 1993. Streptocephalus namibiensis ingår i släktet Streptocephalus och familjen Streptocephalidae. Inga underarter finns listade i Catalogue of Life.